# Wagner-Werk-Verzeichnis
Il Wagner-Werk-Verzeichnis ("Catalogo delle opere di Wagner"), abbreviato in WWV, è un elenco ed una guida musicale delle 113 composizioni di Richard Wagner stilato da John Deathridge, Martin Geck, ed Egon Voss.
Il catalogo si basa su manoscritti originali di Wagner e su esami effettuati su tutte le composizioni, le bozze e gli appunti del compositore tedesco; è altresì presente una guide sulle varie edizioni delle opere e delucidazioni sulle esecuzioni storiche.